# Ануйское
Ануйское — село в Смоленском районе Алтайском крае. Административный центр Ануйского сельсовета.

## География
Расположено на правом берегу реки Ануй в 22 км западнее села Смоленского.

## История
Основано в 1748 году как казачья крепость Колывано-Кузнецкой военной линии. В XVIII веке здесь находились только казаки, которых присылали на посменную службу с Дона и Терека. Многие из них остались на постоянное жительство, обзавелись хозяйством, напряженно трудились.
В 1756 году, после разгрома китайцами Джунгарии, Горный Алтай принял российское подданство, и казаки стали служить на китайской границе, а часть их была переселена в Семиречье (Киргизия) и Зайсанский край (Восточный Казахстан).
В 1882 году в Ануйском была построена церковь, названная Рождественской. В 1893 году здесь были 289 дворов казачьих семей и 3 крестьянских двора.
Советская власть в Ануйском была установлена в начале 1918 года. В годы Гражданской войны ануйцы приняли в ней активное участие на стороне красных. В ноябре 1919 года, когда полки Первой Горной партизанской дивизии освободили село Ануйское от колчаковцев, здесь был сформирован 11-й партизанский полк (командир Иван Степанович Булгаков), который участвовал в боях под селом Новосмоленском и Верх-Ануйском.
В годы Великой Отечественной войны ануйцы проявили исключительное мужество и героизм. Многие ануйские семьи понесли тяжелые потери. В Книге Памяти учтено 676 погибших воинов, призванных в Ануйском сельсовете.
В селе установлен памятник павшим войнам-землякам, погибшим в годы Великой Отечественной войны.

## Население
| 1926 | 1997  | 1998  | 1999  | 2000  | 2001  | 2002  |
| ---- | ----- | ----- | ----- | ----- | ----- | ----- |
| 4983 | ↘1026 | ↗1030 | ↗1057 | ↘1020 | ↘1017 | ↘990  |
| 2003 | 2004  | 2005  | 2006  | 2007  | 2008  | 2009  |
| ↘956 | ↗958  | ↘950  | ↗981  | ↗992  | ↗1017 | ↘1004 |
| 2010 | 2011  | 2012  | 2013  |       |       |       |
| ↘845 | →845  | ↗851  | ↘844  |       |       |       |

## Социальная сфера
В селе имеется средняя школа, детский сад, новые улицы жилых домов. Здесь работают сельский клуб, библиотека, врачебная амбулатория, почтовое отделение, магазины.

## Известные люди
В селе родился Коробов, Степан Яковлевич — Герой Советского Союза.